# پتر اشلیکن‌ریدر
پتر اشلیکن‌ریدر (آلمانی: Peter Schlickenrieder; ۱۶ فوریهٔ ۱۹۷۰) اسکی‌باز صحرانوردی اهل آلمان است.